# Betz (Familienname)
Betz ist ein deutscher Familienname.

## Namensträger

### A
- Adam Joseph Betz (1795–1880), deutscher Kaufmann und Politiker, Bürgermeister von Worms
- Adolf Betz (1897–1970), deutscher Politiker (KPD)
- Albert Betz (1885–1968), deutscher Physiker
- Albrecht Betz (* 1943), deutscher Germanist
- Alfons Betz (1928–2012), deutscher Fußballschiedsrichter
- Anke Betz (* 1940), deutsche Badmintonspielerin
- Annette Betz, deutsche Moderatorin
- Anton Betz (1893–1984), deutscher Journalist, Verleger, Publizist und Politiker
- Artur Betz (1905–1985), österreichischer Althistoriker

### B
- Bea Betz (1928–2018), deutsche Architektin, siehe Betz Architekten Planungsgesellschaft

### C
- Carl Betz (Politiker) (1852–1914), deutscher Politiker (DVP)
- Carl Betz (Schauspieler) (1921–1978), US-amerikanischer Schauspieler
- Christoph Betz (* 1978), deutscher Jurist, Richter am Bundesarbeitsgericht

### D
- Dieter Betz (1927–2006), deutscher Geologe

### E
- Eberhard L. Betz (1926–2022), deutscher Physiologe
- Esther Betz (* 1924), deutsche Verlegerin

### F
- Franz Betz (Sänger) (1835–1900), deutscher Opernsänger (Bassbariton)
- Franz Betz (Skilangläufer) (* 1952), deutscher Skilangläufer
- Franz Adam Betz (1774–1850), deutscher Beamter
- Friedrich Betz (1819–1903), deutscher Arzt und Schriftsteller

### G
- Georg Martin Betz (1810–nach 1848), deutscher Stadtschultheiß, Verwaltungsaktuar und Amtsnotar
- Gottfried Betz (1835–1908), deutscher Politiker, MdL Württemberg
- Gregor Betz (* 1948), deutscher Schwimmer

### H
- Hannes Betz (* 1960), deutscher Bildhauer
- Hans Betz (Ruderer) (* 1931), deutscher Ruderer
- Hans Dieter Betz (Theologe) (* 1931), amerikanischer Theologe deutscher Abstammung
- Hans-Dieter Betz (Physiker) (* 1940), deutscher Physiker
- Hans-Georg Betz (* 1956), deutscher Politikwissenschaftler
- Hans-Peter Betz (* 1952), deutscher Karnevalskünstler, Fastnachter
- Heinrich Betz (* 1944), deutscher Biochemiker und Mediziner
- Heinrich Betz (Diplomat) (1873–1957), deutscher Sinologe und Diplomat in China
- Heinz Betz (* 1954), deutscher Radrennfahrer
- Holger Betz (* 1978), deutscher Fußballtorhüter

### J
- Joachim Betz (Politikwissenschaftler) (* 1946), deutscher Politikwissenschaftler
- Joachim Betz (Manager) (* 1948), deutscher Mikrobiologe und Manager
- Johann Joseph Betz (1814–1858), deutscher Politiker, MdL Kurhessen
- Johannes Betz (Theologe) (1914–1984), deutscher Theologe, Priester und Seelsorger
- Johannes W. Betz (Johannes Wahnfried Betz; * 1965), deutscher Drehbuchautor und Schriftsteller
- Hannes Betz (Johannes Michael Betz; * 1960), deutscher Maler, Objektkünstler und Autor

### K
- Karin Betz (* 1968), deutsche Sinologin, Übersetzerin, Tänzerin und Discjockey
- Karl Betz (1852–1914), deutscher Kaufmann und Politiker, siehe Carl Betz (Politiker)
- Karl Betz (Pianist) (* 1947), deutscher Pianist und Hochschullehrer
- Karl-Heinz Betz (* 1946), deutscher Biologe und Journalist
- Kaspar Wilhelm Betz (1814–1882), deutscher Politiker
- Klaus Betz, ehemaliger Geschäftsführer von Imtech Deutschland

### L
- Laurine Betz (* 1986), deutsche Schauspielerin, Sängerin und Synchronsprecherin
- Louis-Paul Betz (1861–1904), deutscher Literaturwissenschaftler

### M
- Maja Betz (* 1998), deutsche Triathletin
- Marianne Betz (* 1959), deutsche Flötistin und Musikwissenschaftlerin
- Martin Betz (* 1964), deutscher Kabarettist
- Michael Betz (Moderator) (* 1959), deutscher Hörfunkmoderator und Sprecher
- Michael Betz (Eishockeyspieler) (* 1962), deutscher Eishockeyspieler

### O
- Otto Betz (Politiker) (1882–1968), deutscher Politiker
- Otto Betz (1917–2005), deutscher evangelischer Theologe
- Otto Betz (Religionspädagoge) (* 1927), deutscher katholischer Religionspädagoge

### P
- Paul Betz (1895–1944), deutscher Generalmajor
- Pauline Betz (1919–2011), US-amerikanische Tennisspielerin
- Pauline Schäfer-Betz (* 1997), deutsche Kunstturnerin
- Peter Betz (SS-Mitglied) (1913–1974), deutscher SS-Hauptscharführer
- Peter Betz (Ruderer) (1929–1991), deutscher Ruderer

### R
- Ralf Betz (* 1966), deutscher Autor und Schauspieler
- Robert Betz (* 1953), deutscher Psychologe und Autor
- Rudolf Betz (Sprachforscher) (1867–1899), deutscher Sprachforscher
- Rudolf Betz (Fotograf) (1907–1970), deutscher Fotograf

### S
- Sebastian Betz (* 1985), deutscher Basketballspieler
- Siegfried Betz (* 1943), deutsche Badmintonspieler
- Stefan Betz (* 1970), deutscher Regisseur, Drehbuchautor und Schauspieler
- Susanne Betz (* 1959), deutsche Journalistin und Autorin

### T
- Teresa Betz (* 1991), deutsche Moderatorin und Reporterin
- Theo Betz (1907–1996), deutscher Politiker (CSU), Oberbürgermeister von Neumarkt in der Oberpfalz
- Theresa Betz (* 1988), deutsche Fußballspielerin

### W
- Walter Betz (* 1931), deutscher Fußballspieler
- Walther Betz (1929–2010), deutscher Architekt, siehe Betz Architekten Planungsgesellschaft
- Werner Betz (Philologe) (1912–1980), deutscher Sprachwissenschaftler und Mediävist
- Werner Betz (Radsportler) (* 1953), deutscher Radsportler
- Willi Betz (Unternehmer) (1927–2015), deutscher Speditionsunternehmer
- Wladimir Betz (1834–1894), ukrainischer Anatom

### Y
- Yvonne Betz (* 1976), deutsche Sängerin